# 瑛人
瑛人（えいと、1997年〈平成9年〉6月3日 - ）は、日本のシンガーソングライター。神奈川県横浜市旭区出身。所属レコードレーベルはエイベックス・エンタテインメント傘下の『A.S.A.B』。所属芸能事務所はセツナインターナショナル。既婚。一児の父。

## 来歴
幼少期に三人兄弟の長兄の影響でカラオケで歌ったり音楽を聴くようになった。音楽好きの祖父の影響で、家庭にビンテージのスピーカーやギター、マンドリンなどがあった他、小学生の頃にはYAMAHAのアコースティックギターをプレゼントされるなどした。
中学生までは野球、高校生の頃はダンス部に所属。高校卒業後はフリーターだったものの、生活に物足りなさを感じていた際に友人の影響で前述のアコースティックギターを使って音楽の道を進むことになるも、当時、技術が伴わないと考え、楽器に触ったことないが、19歳のときに1年間音楽学校「メーザー・ハウス」（閉校）に通った。そこでシンガーソングライターのルンヒャンが開催していた『ルンヒャンゼミ』という、シンガーソングライターを目指す人たちが集まる音楽塾を知り、作曲を教わる。
2019年に「香水」をリリースし、2020年には「HIPHOPは歌えない」「シンガーソングライターの彼女」をリリースした。なお、この時点ではCDリリースを果たしたことはない。
「香水」はTikTokの影響で再生数が伸び、Apple Musicのシングル総合チャート、LINE MUSIC TOP 100、Spotify Japan Viral 50などで1位を獲得した。Billboard Japan Hot 100チャートにおいては、チャートイン4週目の2020年5月25日付けで1位を獲得した。
2020年7月24日放送の『ミュージックステーション』（テレビ朝日）にインタビューと歌唱で出演し、「香水」を披露。同年9月、1stシングル「香水」のYouTube上におけるミュージックビデオの再生回数が1億回を突破。2020年10月30日、『MTV Video Music Awards Japan 2020』において「香水」でMTV Breakthrough Songを受賞した。また、2020年12月31日の『第71回NHK紅白歌合戦』に初出場を果たした。
2021年には、映画『トムとジェリー』の日本語吹替版主題歌「ピース オブ ケーク」を書き下ろした。
2021年5月31日、新型コロナウイルスへの感染を公表。予定されていた6月2日の「第40回横浜開港祭」と、同月5日の「FM802 MEET THE WORLD BEAT 2021」への出演を取りやめた。
2022年1月29日、自身のラジオ番組内で1月に幼なじみと入籍したことを初めて伝えた。同年8月、第一子誕生を報告。
2022年4月8日、『Nex Tone Award 2022』において「香水」でGold Medalを受賞した。また、4月14日にはニコニコ生放送にて特別番組『Nex Tone Award2022』が東京・ハレスタから生配信された。
2025年現在は、海の家で働いている。

## 親族
『ミュージックステーション』に初出演を果たした際のインタビューにて、ロックバンドACE COLLECTIONのボーカリストたつや◎が瑛人の再従兄弟に当たる存在である事が明らかになった。
妻の姪は『ME:I』のMOMONA(笠原桃奈)である。

## 受賞とノミネート
| 年     | 対象 | 賞                                                                 | 結果       |
| ------ | ---- | ------------------------------------------------------------------ | ---------- |
| 2020年 | 香水 | MTVVMAJ2020 特別賞                                                 | 受賞       |
| 2020年 | 香水 | 第62回日本レコード大賞 優秀作品賞                                  | ノミネート |
| 2020年 | 香水 | LINE NEWS AWARD 2020 アイドル・アーティスト部門賞                  | ノミネート |
| 2020年 | 香水 | GQ MEN OF THE YEAR 2020 ブレイクスルー・ソング・オブ・ザ・イヤー賞 | 受賞       |
| 2020年 | 香水 | TikTok流行語大賞 2020                                              | ノミネート |
| 2020年 | 香水 | 2020ユーキャン新語・流行語大賞                                     | ノミネート |
| 2021年 | 瑛人 | SPACE SHOWER MUSIC AWARDS 2021 BEST BREAKTHROUGH ARTIST            | ノミネート |
| 2021年 | 香水 | 第35回日本ゴールドディスク大賞 特別賞                              | 受賞       |
| 2022年 | 香水 | NexTone Award2022 Gold Medal                                       | 受賞       |

## ディスコグラフィ

### 配信限定シングル
|          | 配信日         | タイトル                     | 規格                   | オリコン最高位 （DS） | 備考                                                                  | 収録アルバム   |          |
| 自主製作 | 自主製作       | 自主製作                     | 自主製作               | 自主製作              | 自主製作                                                              | 自主製作       | 自主製作 |
| -------- | -------------- | ---------------------------- | ---------------------- | --------------------- | --------------------------------------------------------------------- | -------------- | -------- |
| 1st      | 2019年4月21日  | 香水                         | デジタル・ダウンロード | 1位                   | 2020年2月29日からはAmazon.co.jp限定で自主制作CD-R盤が販売されている。 | すっからかん   |          |
| 2nd      | 2020年1月25日  | HIPHOPは歌えない             | デジタル・ダウンロード |                       |                                                                       | すっからかん   |          |
| 3rd      | 2020年1月27日  | シンガーソングライターの彼女 | デジタル・ダウンロード |                       |                                                                       | アルバム未収録 |          |
| A.S.A.B  |                |                              |                        |                       |                                                                       |                |          |
| 4th      | 2020年10月16日 | ライナウ                     | デジタル・ダウンロード |                       | 明治エッセルスーパーカップ #歌詞ドリ キャンペーンソング               | すっからかん   |          |
| 5th      | 2020年11月11日 | ハピネス                     | デジタル・ダウンロード |                       | AIの楽曲のカバー                                                      | すっからかん   |          |
| 6th      | 2020年12月18日 | 愛に満ちた世界               | デジタル・ダウンロード |                       | ディズニー&ピクサー映画『ソウルフル・ワールド』劇中歌                 | アルバム未収録 |          |
| 7th      | 2021年3月19日  | ピース オブ ケーク           | デジタル・ダウンロード |                       | 映画『トムとジェリー』日本語吹替版主題歌                              | 1 OR 8         |          |
| 8th      | 2021年7月28日  | 掃除                         | デジタル・ダウンロード |                       |                                                                       | 1 OR 8         |          |
| 9th      | 2021年10月27日 | 風旅                         | デジタル・ダウンロード |                       | 日本テレビ『ぶらり途中下車の旅』10月〜12月テーマソング                | 1 OR 8         |          |
| 10th     | 2021年12月19日 | 大正解                       | デジタル・ダウンロード |                       | 神奈川県藤沢市江の島のご当地ソング                                    | 1 OR 8         |          |
| 11th     | 2022年1月19日  | はひふへほ                   | デジタル・ダウンロード |                       |                                                                       | 1 OR 8         |          |
| 12th     | 2022年11月23日 | 香水 (Thai Ver.)             | デジタル・ダウンロード |                       | カップリングとして「Just a Life fest.STAMP」も収録。                  | アルバム未収録 |          |
| 13th     | 2024年8月7日   | น้ําหอม feat.SANIMYOK          | デジタル・ダウンロード |                       |                                                                       |                |          |

### オリジナルアルバム
|         | 発売日        | タイトル     | 規格                 | 規格品番                         | 最高位  |         |
| A.S.A.B | A.S.A.B       | A.S.A.B      | A.S.A.B              | A.S.A.B                          | A.S.A.B | A.S.A.B |
| ------- | ------------- | ------------ | -------------------- | -------------------------------- | ------- | ------- |
| 1st     | 2021年1月1日  | すっからかん | CD CD+DVD CD+Blu-ray | RZCB-87029 RZCB-87027 RZCB-87028 | 11位    |         |
| 2nd     | 2022年3月16日 | 1 OR 8       | CD CD+DVD CD+Blu-ray | RZCB-87074 RZCB-87073 RZCB-87072 | 140位   |         |

### EP
|         | 発売日        | タイトル   | 規格    | 規格品番   | 最高位  |         |
| A.S.A.B | A.S.A.B       | A.S.A.B    | A.S.A.B | A.S.A.B    | A.S.A.B | A.S.A.B |
| ------- | ------------- | ---------- | ------- | ---------- | ------- | ------- |
| 1st     | 2023年8月23日 | らんちゅう | CD      | RZCB-87116 | 150位   |         |

### 参加作品
| アーティスト                                         | 発売日         | タイトル     | 収録先                         | 規格                   | 備考                                                       |
| ---------------------------------------------------- | -------------- | ------------ | ------------------------------ | ---------------------- | ---------------------------------------------------------- |
| MONKEY MAJIK                                         | 2020年1月20日  | Believe      | 20th Anniversary BEST 花鳥風月 | ベスト・アルバム       |                                                            |
| 加藤ミリヤ                                           | 2020年10月28日 | Love Forever | INSPIRE                        | トリビュート・アルバム | 歌唱:瑛人×yama プロデュース:川谷絵音 アルバム1曲目に収録。 |
| DJ CHARI&DJ TATSUKI                                  | 2021年7月15日  | Sugar        |                                | デジタル・シングル     |                                                            |
| ポチョムキン(餓鬼レンジャー)、泰斗 a.k.a. 裂固＆瑛人 | 2025年1月10日  | Be Myself    |                                | デジタル・シングル     | 映画『雪子a.k.a.』主題歌                                   |

## タイアップ一覧
| 起用年 | 曲名                | タイアップ                                              |
| ------ | ------------------- | ------------------------------------------------------- |
| 2020年 | ライナウ            | 明治エッセルスーパーカップ #歌詞ドリ キャンペーンソング |
| 2020年 | ハピネス            | コカ・コーラ2020ウィンターキャンペーンCMソング          |
| 2020年 | 愛に満ちた世界      | ディズニー&ピクサー映画『ソウルフル・ワールド』劇中歌   |
| 2021年 | ピース オブ ケーク  | 映画『トムとジェリー』日本語吹替版主題歌                |
| 2021年 | 僕はバカ            | テレビドラマ『ひねくれ女のボッチ飯』主題歌              |
| 2021年 | 風旅                | 日本テレビ『ぶらり途中下車の旅』10月〜12月テーマソング  |
| 2021年 | 風旅                | 福島中央テレビ『二畳半レコード』11月エンディングテーマ  |
| 2023年 | Hey brother         | 白鶴酒造「クラフトビール「BLUE MOON」」CMソング         |
| 2023年 | 音波陽 (EITO & KAI) | HAPPY EARTH FESTA 2023 YOKOHAMAイメージソング           |

## 出演

### テレビ番組
- スッキリ (2020年7月29日、日本テレビ)
- hey! hey! neo!  (2020年10月6日、フジテレビ）
- めざましテレビ（2020年12月2日・12月8日・12月16日・12月23日、フジテレビ） - 2020年12月度マンスリーエンタメプレゼンター[31]
- メイプル超音楽♪ (2020年12月12日、CBCテレビ)
- バナナサンド（2020年12月30日、2021年1月13日、TBS）
- 情熱大陸（2021年1月10日、TBSテレビ）[32]
- おしゃれイズム（2021年1月24日、日本テレビ）
- ぐるぐるナインティナイン（2021年3月18日、日本テレビ）
- ヘイ！モンジュ!迷えるわたしに教養を（2021年5月4日、NHK）
- 行列のできる相談所（2022年7月3日、日本テレビ）
- 人志松本の酒のツマミになる話（2022年5月6日・2023年3月3日、9月15日、22日、2024年8月30日、フジテレビ）
- 徹子の部屋（2021年5月7日、テレビ朝日）
- 踊る！さんま御殿（2022年4月5日、日本テレビ）
- 午前0時の森 (2022年4月19日、日本テレビ)
- 有吉ゼミ（2022年5月2日、日本テレビ）
- タクシー運転手さん一番うまい店に連れてって！（2023年1月26日、テレビ東京）
- 「ヤバイTシャツ屋さん「Tank-top Flower for Friends」SPECIAL」(2023年3月8日、スペースシャワーTV)
- 転身爛漫！あのスターのマエとアト（2025年3月10日、TBS）

### テレビドラマ
- がんばれ!TEAM NACS (2021年3月14日、WOWOW)
- がんばれ!TEAM NACS episode 2（2021年6月27日、WOWOW）[33]
- ひねくれ女のボッチ飯 第1話（2021年7月2日、テレビ東京）  - ミュージシャン 役[34][35]

### ラジオ番組
- イケてるタランチュラ（2021年10月2日 - 、FMヨコハマ） - DJ[36]
  - ドルチェ＆ガッバーナ ビューティ presents イケてるタランチュラ（2022年1月1日 - ）[37]

### 映画
- 劇場版 がんばれ!TEAM NACS（2021年9月3日公開、WOWOW）

### 吹き替え
- ディズニー&ピクサー映画「ソウルフル・ワールド」 - ストリートミュージシャン 役[38]

### NHK紅白歌合戦出場歴
| 年度   | 放送回 | 回 | 曲目 | 出演順 | 対戦相手 | 備考                          |
| ------ | ------ | -- | ---- | ------ | -------- | ----------------------------- |
| 2020年 | 第71回 | 初 | 香水 | 10/20  | Perfume  | 初出場 後半白組トップバッター |